# Cerkiew Zwiastowania w Witebsku
Cerkiew Zwiastowania (biał. Дабравешчанская царква) – prawosławna cerkiew w Witebsku, w dekanacie witebskim Świętych Piotra i Pawła eparchii witebskiej i orszańskiej.

## Historia
Cerkiew powstała według większości źródeł w XII w., chociaż istnieją także świadectwa, iż funkcjonowała już w poprzednim stuleciu. Została zbudowana z cegły i dolomitu. Według tradycji w 1239 w świątyni miał miejsce ślub Aleksandra Newskiego z Aleksandrą Briaczysławowną. Świątynia funkcjonowała jako prawosławna do 1619, gdy została przekazana unitom. Przed przejęciem budynku przez unickie duchowieństwo witebscy wyznawcy prawosławia zabrali z budynku wszystkie ruchome elementy wyposażenia. Zabójstwo unickiego arcybiskupa połockiego Jozafata Kuncewicza, jakiego dokonali prawosławni mieszczanie z Witebska w listopadzie 1623 zdaniem Anny Radziukiewicz miało miejsce po tym, gdy duchowny ten polecił zamalować freski w cerkwi Zwiastowania. W następstwie mordu dziewiętnastu jego uczestników zostało skazanych przez trybunał królewski na śmierć, miasto Witebsk straciło wszystkie posiadane przywileje, a działające jeszcze cerkwie prawosławne oddano unitom. Wśród zaocznie skazanych na śmierć był Dawid, były proboszcz cerkwi Zwiastowania, gdy pozostawała ona jeszcze w rękach prawosławnych. W okresie administrowania świątynią przez unitów została ona przebudowana, zburzono jej dawną kopułę, dobudowując dwie wieże pełniące zarazem funkcję dzwonnic; obiekt upodobnił się przez to do kościołów katolickich.  
Cerkiew została ponownie przekazana Kościołowi prawosławnemu w 1849, gdy Witebsk należał już do Imperium Rosyjskiego. Dokonano wówczas jej przebudowy, przywracając wcześniejszy wygląd. Po rewolucji październikowej obiekt został odebrany Rosyjskiemu Kościołowi Prawosławnemu i zaadaptowany początkowo na magazyn, a następnie na archiwum. Dalsze zniszczenia cerkwi miały miejsce w czasie II wojny światowej. W 1961 władze Witebska zarządziły rozbiórkę świątyni, której jednak nie dokończono. Zrujnowana cerkiew w roku następnym została uznana za zabytek o znaczeniu republikańskim. W 1977 przeprowadzono w ruinach prace konserwatorskie. 
W 1993 rozpoczęto odbudowę cerkwi Zwiastowania w kształcie możliwie zbliżonym do pierwotnej formy. Inwestycję współfinansowało państwo białoruskie. Gotowy obiekt wyświęcił 26 września 1998 patriarcha moskiewski i całej Rusi Aleksy II. W 2006 ukończono prace nad odtworzeniem fresków we wnętrzu. 

## Galeria

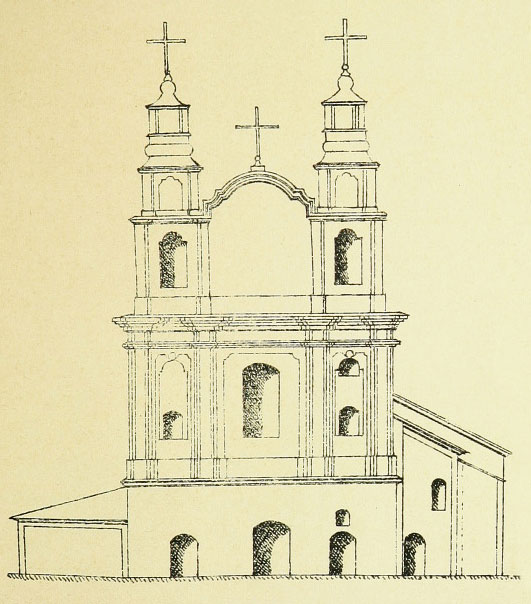
Cerkiew w 1833
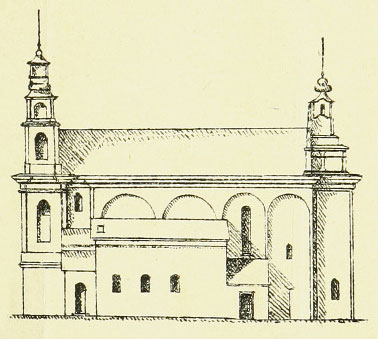
Cerkiew w 1833
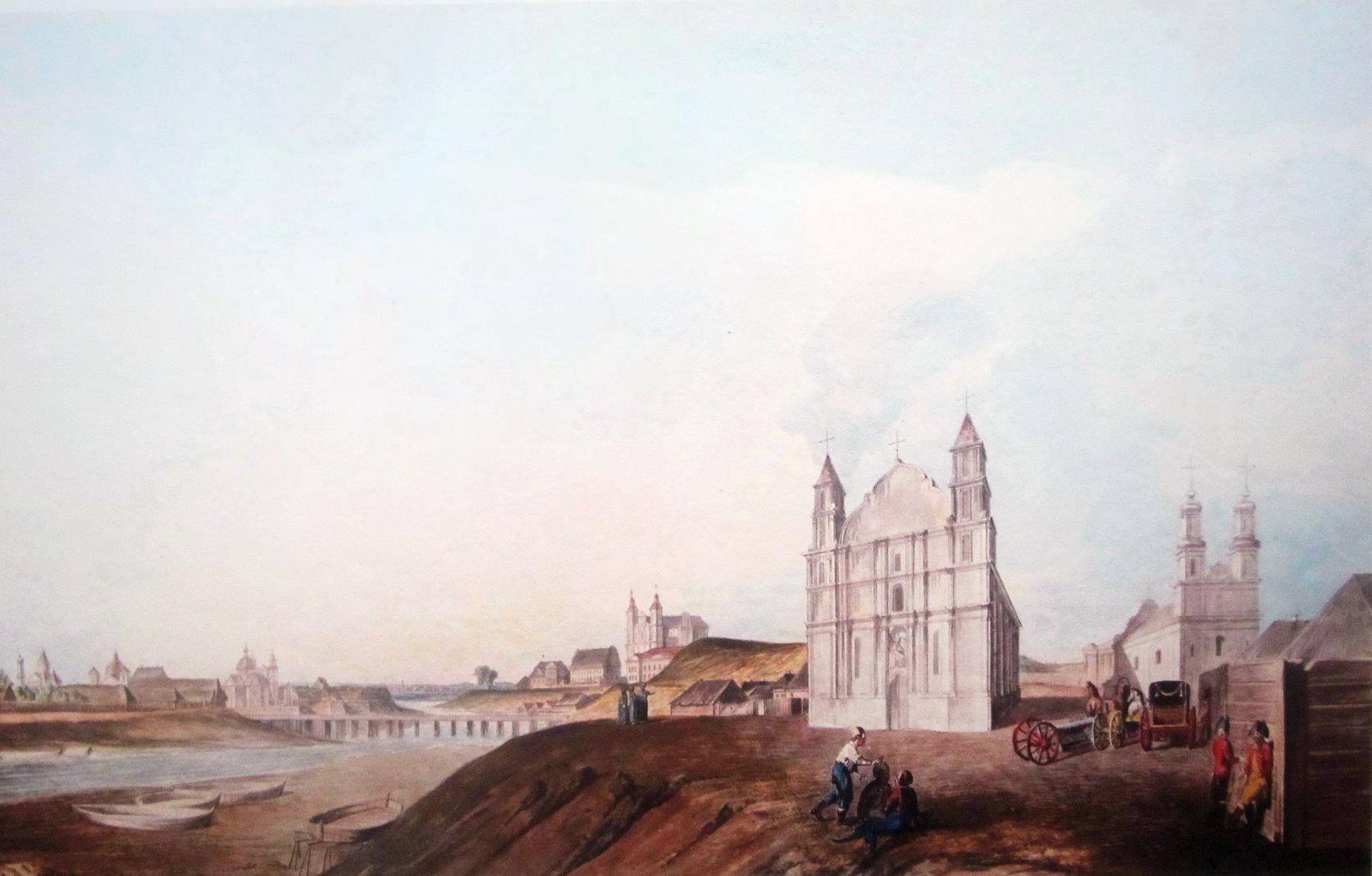
Cerkiew (po prawej), mal. Józef Peszka (1800)
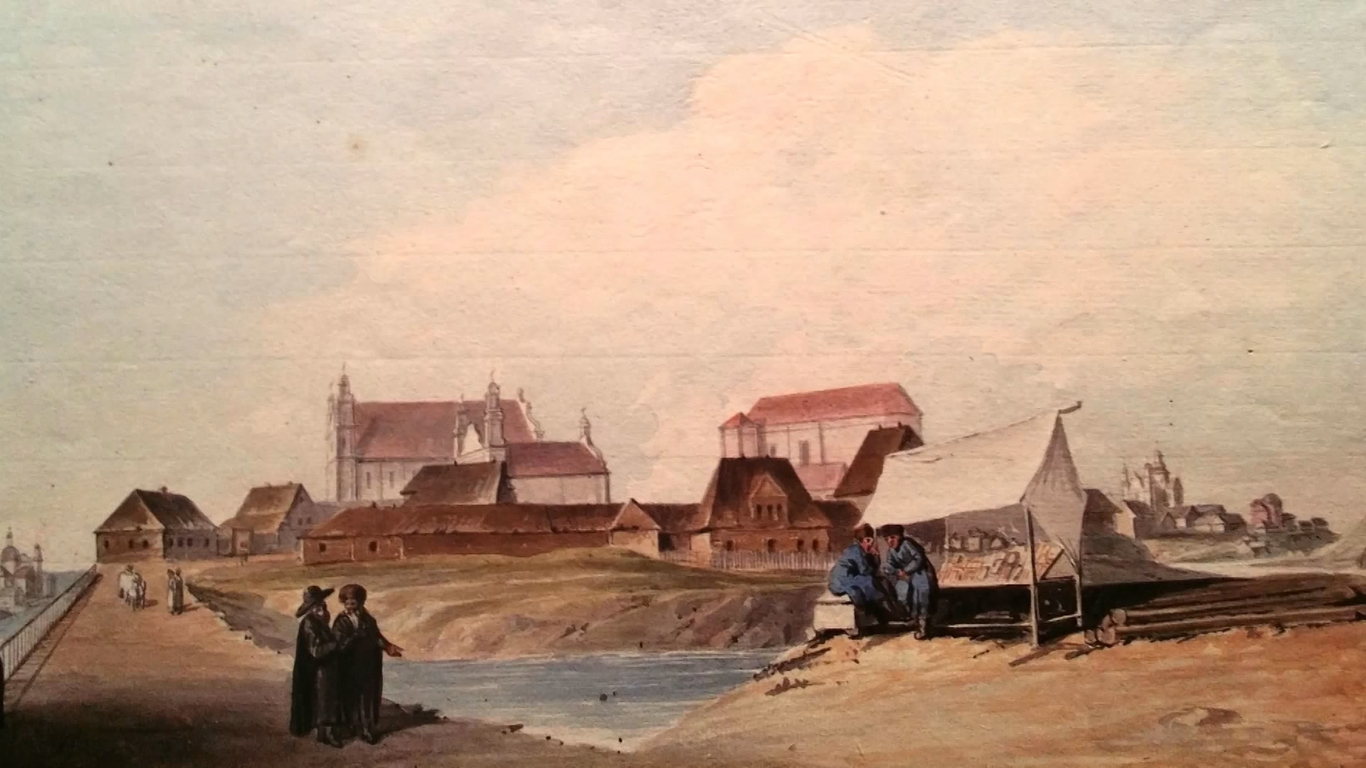
Cerkiew widoczna z ul.Zamkowej (druga z lewej), mal. Józef Peszka (1800)
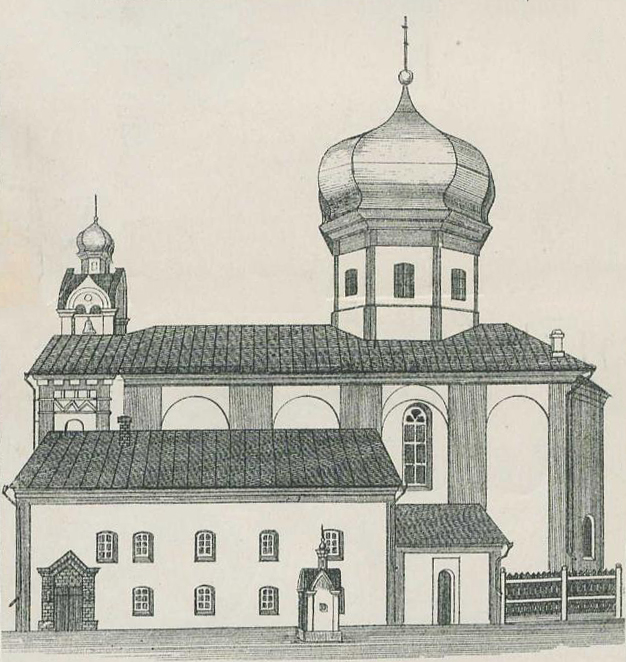
Cerkiew w 1883
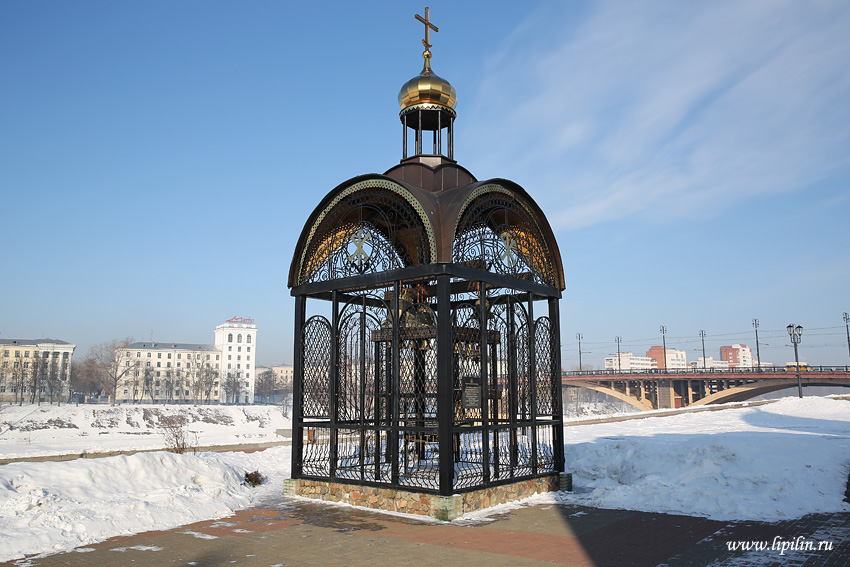
Dzwonnica
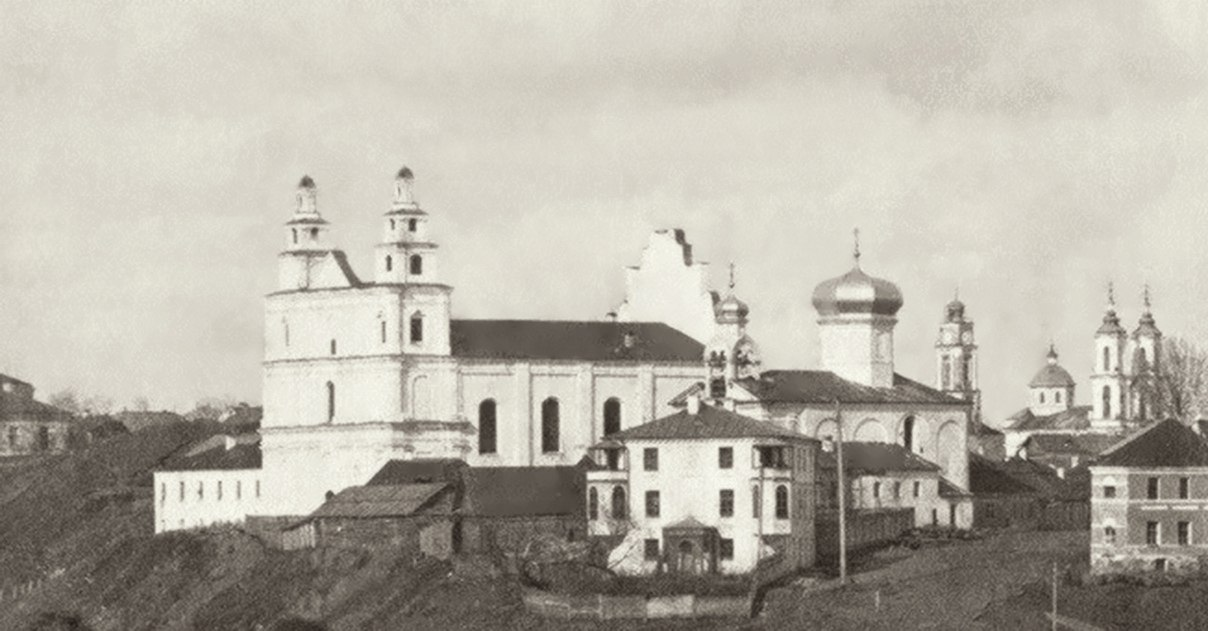
Cerkiew po przebudowie (druga z lewej)
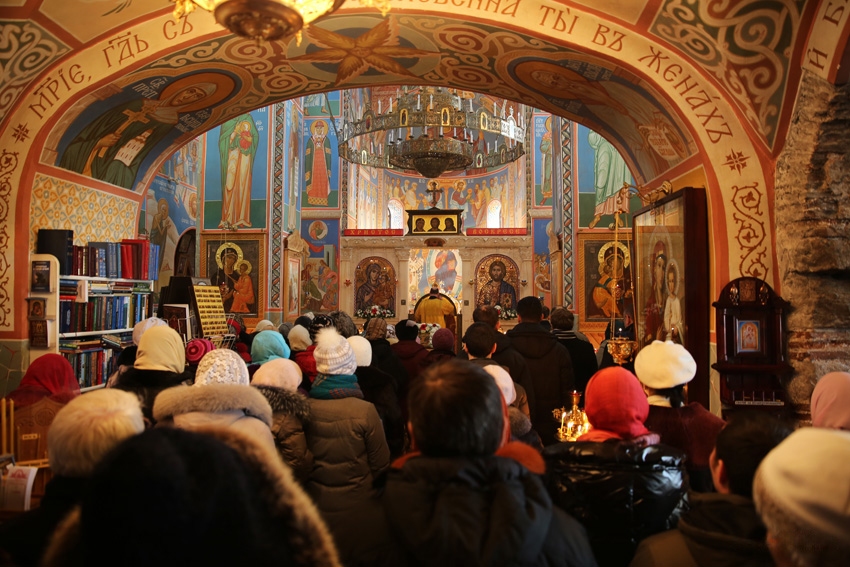
Fragment wnętrza (2013)